# Разин, Андрей Васильевич
Андрей Васильевич Разин (19 сентября 1962, Пермь, СССР) — советский легкоатлет, спринтер, трёхкратный чемпион СССР, 10-кратный чемпион РСФСР, участник Олимпийских игр 1988 года в Сеуле, Мастер спорта СССР международного класса; тренер, в 2001—2018 годах тренер по физподготовке футбольного клуба «Амкар», с 2019 года тренер по физподготовке ФК «Звезда» (Пермь).

## Биография
Родился в Перми, в семье рабочих, детство и юность прошли на улице Репина, затем в микрорайоне Голованово. Воспитанник СДЮСШОР № 1 г. Пермь; тренер — Анатолий Васильевич Бронников. Изначально занимался многоборьем: прыгал в высоту, длину, толкал ядро, метал диск, занимался также барьерным бегом, пока не сосредоточился на беге на короткие дистанции.
Чемпион СССР в помещении в беге на 60м (1988), чемпион СССР в беге на 100м (1988), чемпион СССР в эстафете 4х100м (1990). Серебряный призер чемпионата СССР 1989 года в беге на 100м, бронзовый призер чемпионата СССР 1990 года в беге на 100м. 10-кратный чемпион РСФСР. Рекордсмен Пермского края в беге на 60, 100 и 200 метров — 6, 6 сек. 10,16 сек. и 20,8 сек.
Участник Олимпийских игр 1988 года в Сеуле. Участник забега на 100м, но с результатом 10,58 сек. не квалифицировался в полуфинал. В эти годы была сильная конкуренция в советской сборной в беге на короткие дистанции. В Сеуле Разин был пятым (запасным) в эстафете 4х100м, где Виктор Брызгин, Владимир Крылов, Владимир Муравьёв и Виталий Савин выиграли золотые олимпийские медали.
В 1990-х работал тренером в Школе высшего спортивного мастерства.
В начале 2000-х вошёл в тренерский штаб футбольного клуба «Амкар», где работал до расформирования клуба в 2018 году. В заявках значился массажистом, тренером, тренером по физподготовке, тренером-реабилитологом.
С июня 2019 года тренер по физподготовке ФК «Звезда» (Пермь).